# Neve no Brasil

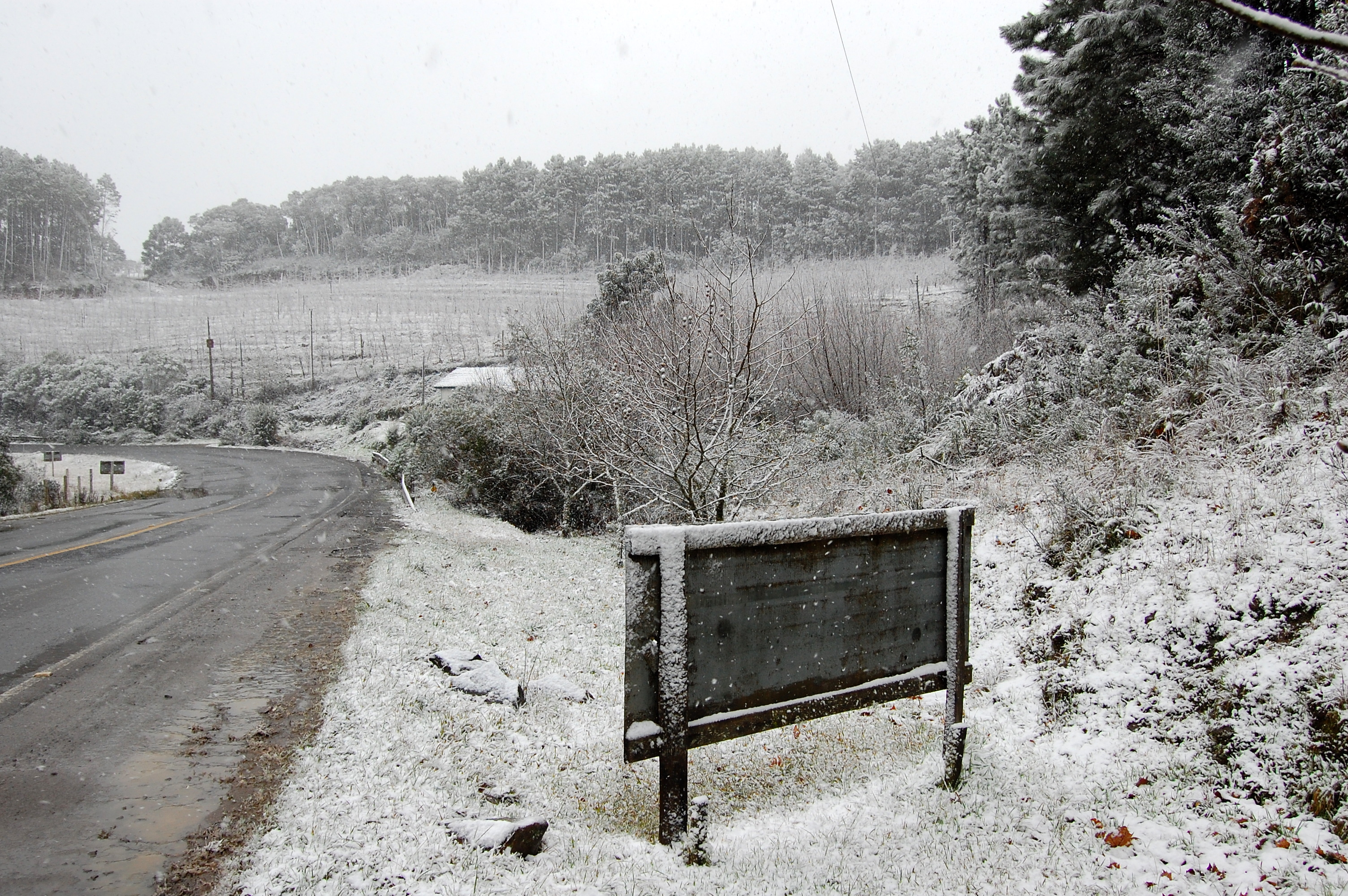
Neve na zona rural de São Joaquim, Santa Catarina, agosto de 2010.

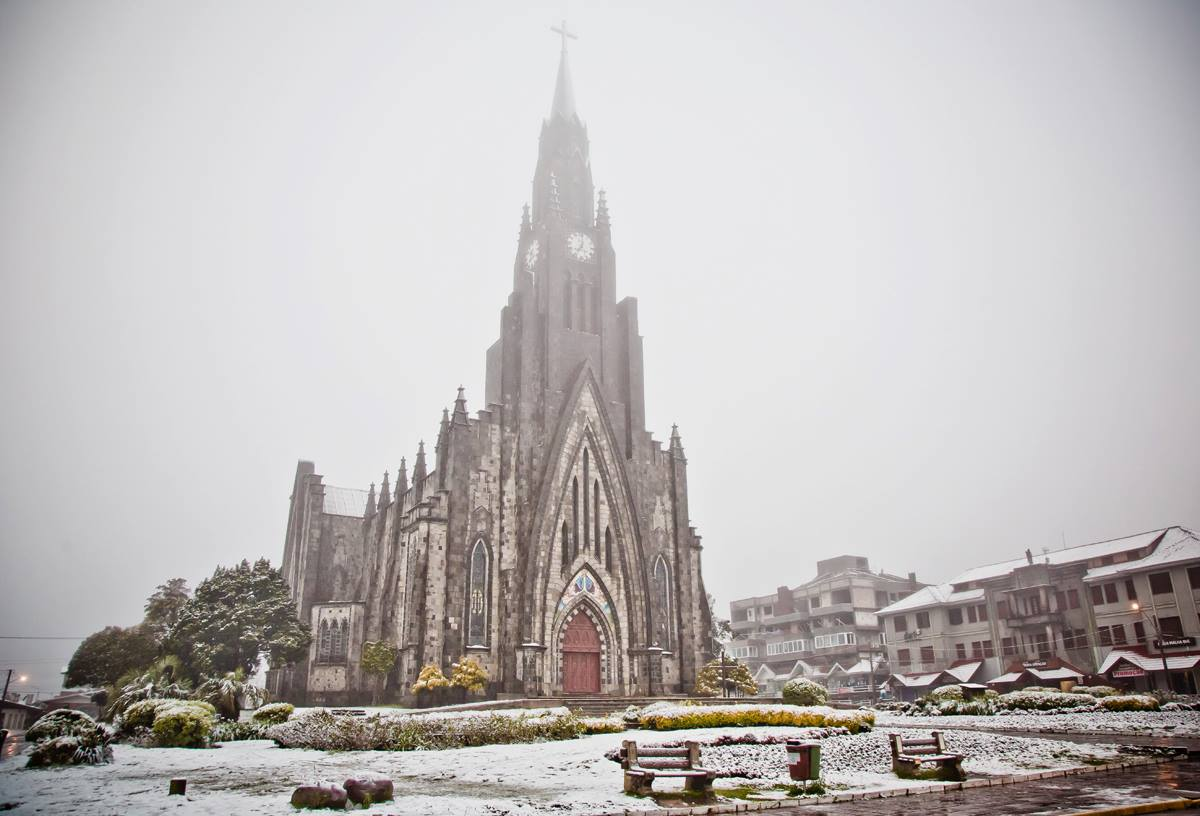
Neve em Canela, Rio Grande do Sul, em agosto de 2013.

No Brasil, a neve ocorre praticamente todos os anos nos planaltos dos estados da Região Sul, situada na zona temperada e com clima subtropical, enquanto que no resto do país, onde o clima é predominantemente tropical, é considerado um fenômeno raro ou mesmo inexistente. Nos estados do Rio Grande do Sul e Santa Catarina estão encravadas entre montanhas as cidades consideradas as mais frias do país: São Joaquim (SC), Urubici (SC) e São José dos Ausentes (RS), dentre outras cidades que fazem divisa com essas, como Bom Jesus (RS), Urupema (SC), Bom Jardim da Serra (SC) Cambará do Sul (RS), e também do estado do Paraná, como a cidade de Palmas.
Além dos estados da Região Sul, outros já tiveram registros de neve: São Paulo, Minas Gerais, Rio de Janeiro, Mato Grosso do Sul e Distrito Federal. O fenômeno, no Brasil, ocorre principalmente nos meses de junho, julho e agosto, mas há registros de nevadas precoces nos meses de abril (17 de abril de 1999 em São Joaquim, e 19 de abril de 2023, em Bom Jardim da Serra e São Joaquim) e maio e também nevadas tardias, em setembro e outubro, já em plena primavera (em São Francisco de Paula, Rio Grande do Sul, registrou-se o fenômeno em 3 de outubro de 1999 e 2006, e no Morro da Igreja, em Santa Catarina, em 1º de novembro de 2022, esta última, a nevada mais tardia registrada no Brasil).
No ano de 2000, a neve ocorreu em mais de 70 municípios espalhados nos três estados da Região Sul. Em 2010, o fenômeno voltou a ocorrer com força em 21 municípios das serras catarinense e gaúcha. No ano de 2013, um episódio histórico em julho levou neve a mais de 140 municípios da região. Foi a última vez que se registrou neve com relativamente boa acumulação. Em termos de abrangência territorial, destacam-se na Região Sul os anos de 1975 e 2013, tendo também o fenômeno ocorrido de forma simultânea e forte em muitos municípios espalhados pelos três estados do sul em 1928, 1942, 1955, 1975, 1985, 1994, 2000 e 2013.

## Recordes
A mais forte precipitação de neve já registrada no Brasil ocorreu na cidade de Vacaria no Rio Grande do Sul, no dia 7 de agosto de 1879, na qual a neve acumulou cerca de dois metros. Nevascas desse porte são frequentes em países como Canadá e Rússia, acima da latitude 50°. Vale ressaltar que precipitações de neve com grandes acúmulos no solo são extremamente raras no Brasil, sendo, as três citadas abaixo, as únicas com acúmulos que atingiram (ou superaram) a marca de um metro.[carece de fontes?]
- 7 de agosto de 1879, em Vacaria, Rio Grande do Sul, com 2 metros de neve.[8]
- 20 de julho de 1957, em São Joaquim, Santa Catarina, com 1,30 metro de neve. Considerada, às vezes, como a mais abundante precipitação de neve do país, dado o tempo bastante remoto da nevada de Vacaria, de 1879.[9]
- Junho de 1985, em Itatiaia (nas proximidades do Pico das Agulhas Negras), Rio de Janeiro. 1,00 metro de neve.[10]

## Região Sul

### Santa Catarina

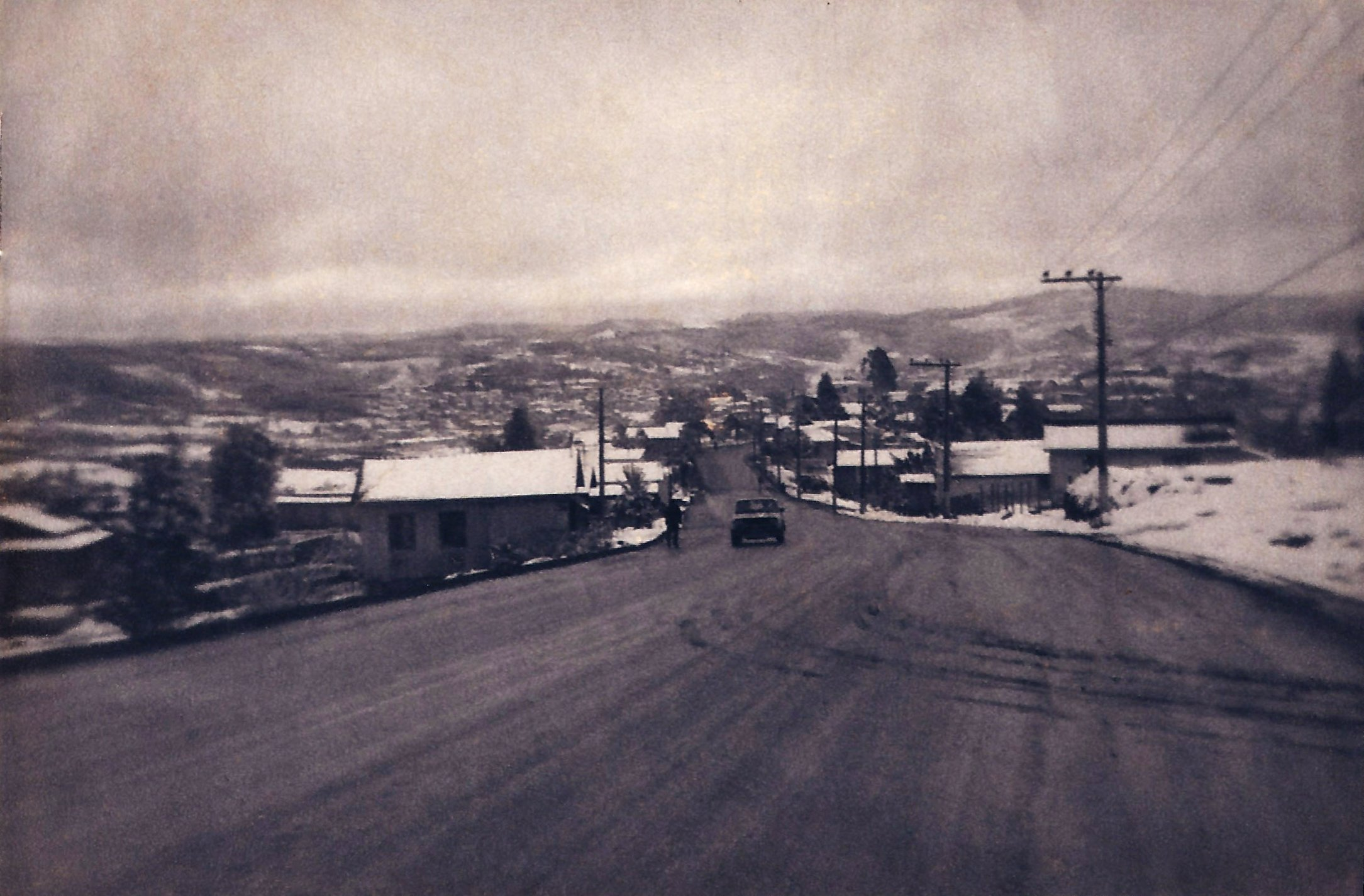
Neve em Caçador em 1981.

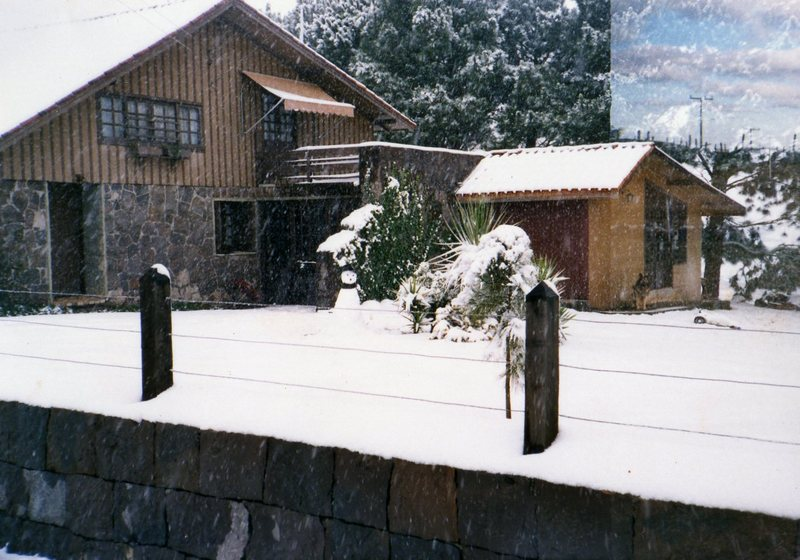
Neve em São Joaquim em 1988.

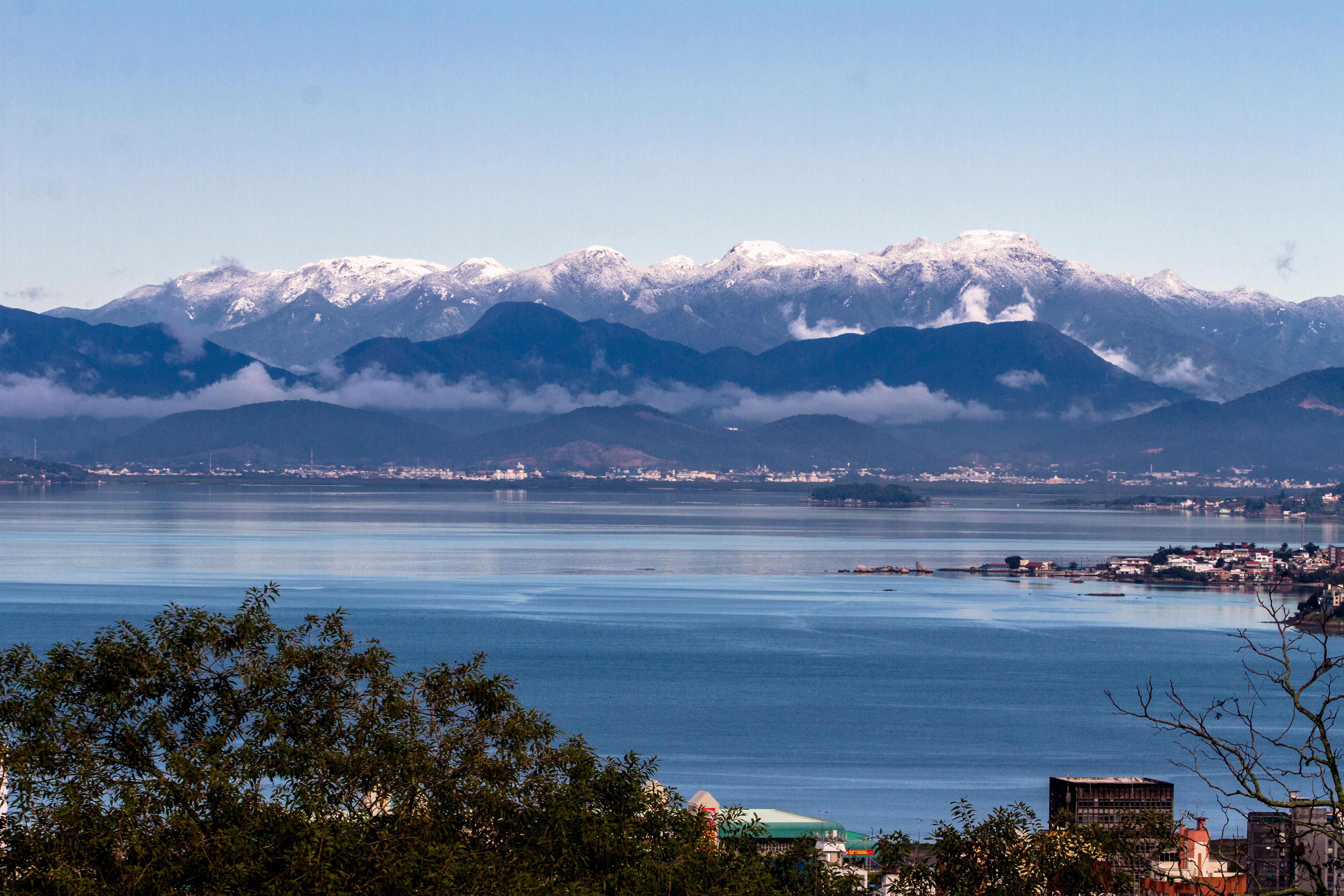
Morro do Cambirela, em Palhoça, coberto de neve em 2013.

O Estado de Santa Catarina pode ser considerado a unidade da federação em que o fenômeno ocorre com mais frequência por causa do seu planalto sul. Não tanto por sua localização geográfica, já que a latitude é menor do que em muitas regiões gaúchas onde o fenômeno é bem mais raro, mas graças à altitude, entre 900m e 1800m acima do nível do mar. O Planalto é, juntamente com os Campos de Cima da Serra no Rio Grande do Sul, a região do Brasil onde a neve ocorre com mais frequência. Pode-se dizer que as duas regiões formam uma unidade geográfica, a qual recebeu o apelido de "Planalto da Neve".[carece de fontes?]
Contudo, é no lado catarinense, onde se registram as maiores altitudes, que o fenômeno ocorre usualmente com maior intensidade e frequência. Em Santa Catarina, os municípios de São Joaquim, Urupema, Urubici, Bom Jardim da Serra são agraciados com o fenômeno da neve praticamente todos os anos. Entretanto, são numerosos os municípios localizados nos planaltos catarinenses, em que o fenômeno da precipitação de neve ocorre com uma frequência apreciável, embora não chegando a ocorrer todos os anos, como Brusque e com um frequência um pouco menor no planalto norte do Estado, como Porto União, São Bento do Sul, Mafra, Major Vieira e Canoinhas.[carece de fontes?] Ademais, em muitos municípios da parte ocidental do Planalto Catarinense (regiões oeste e meio-oeste) como Chapecó, Xaxim, Xanxerê, Irani e Ponte Serrada não é incomum a ocorrência de neve.[carece de fontes?]
Além das regiões mais altas, algumas ocorrências raras acontecem nas regiões mais baixas do estado, como foi registrado no dia 23 de julho de 2013 em Blumenau e outros municípios do Vale do Itajaí, como Rio do Sul, Ibirama, Benedito Novo, Timbó, Brusque, entre outros, além de municípios da Grande Florianópolis como Palhoça, Santo Amaro da Imperatriz, Rancho Queimado, Alfredo Wagner e Angelina. A neve foi, inclusive, registrada na ilha de Florianópolis, no alto do Morro da Virgínia, bairro Ratones. A neve que caiu nos dias 22 e 23 de julho de 2013 foi considerada histórica, atingindo mais de um terço das cidades do estado (cerca de 127 cidades registraram o fenômeno).
O Morro da Igreja, situado na tríplice divisa Urubici/Orleans/Bom Jardim da Serra, a 1822 metros de altitude, é o ponto habitado mais frio do estado e do país, e lá a temperatura já chegou a -17,8 °C, em 29 de junho de 1996 (registro extraoficial). São Joaquim - segundo produtor regional de maçã - é a área urbana que recebe a maior incidência de neve e, por consequência, o maior número de visitantes da região.
Em agosto de 2010 foi registrado o maior acúmulo de neve em Santa Catarina desde o ano de 1991, com 50 cm de neve no Morro da Igreja.[carece de fontes?] Em 2013, a neve foi registrada doze vezes no estado de Santa Catarina, tendo sido possível a prática do 'snowboard no Morro da Igreja. O fenômeno voltou a repetir-se com intensidade menor em julho e agosto 2016, e junho de 2017 nos municípios mais altos do Estado. Entre os dias 17 e 18 de julho de 2017, vários municípios registraram-no em fraca intensidade, entre eles, São Joaquim, Lages e Fraiburgo.[carece de fontes?]
Na terça-feira do dia 1 de novembro de 2022, no Morro da Igreja, o estado registrou pela primeira vez neve no mês de novembro desde o início das medições.

### Rio Grande do Sul
No Estado do Rio Grande do Sul, as cidades mais frequentemente atingidas pelo fenômeno estão localizadas nas regiões serranas do nordeste do Estado, principalmente nas regiões de maior altitude, de aproximadamente 900 m a 1400 m, denominadas de Campos de Cima da Serra, que estão entre as cidades mais frias do país, com mínimas de temperatura frequentemente negativas, como São José dos Ausentes, Bom Jesus e Cambará do Sul, acima de 1 000 m de altitude, e Vacaria e São Francisco de Paula, acima da cota de 900 m. São locais em que o fenômeno ocorre praticamente em todos os anos, geralmente com fraca intensidade.[carece de fontes?]

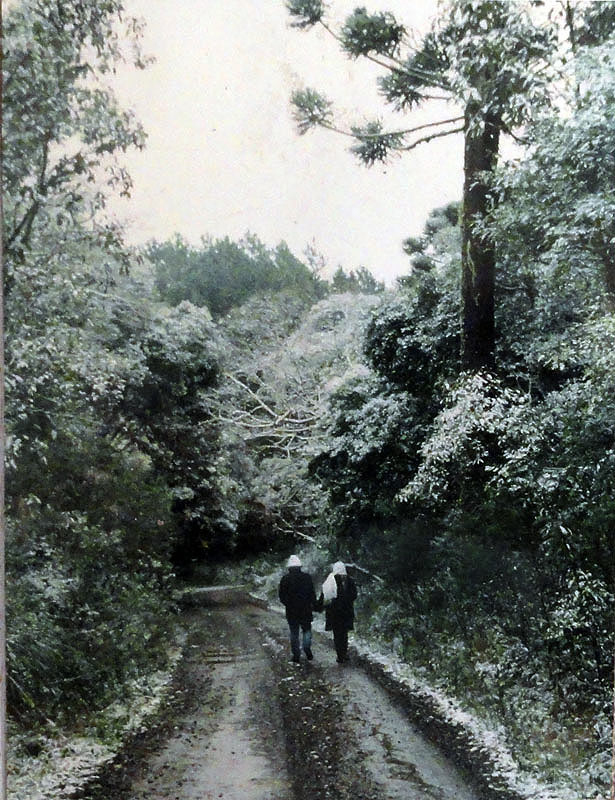
Neve em Caxias do Sul, RS, 1994.

Também já houve uma partida de futebol durante uma queda de neve relativamente abundante, entre Esportivo e Grêmio, em 1979, na cidade de Bento Gonçalves. A partida, que terminou empatada sem o registro de nenhum gol, ficou conhecida como o Jogo da Neve.
Em Vacaria, houve o registro de uma intensa precipitação de neve, de 7 a 9 de agosto de 1879, com um acúmulo que chegou aos 2 metros, provavelmente a maior da história do Brasil. A neve também ocorre em várias outras cidades serranas, como Caxias do Sul, Canela, Muitos Capões, Bento Gonçalves, Nova Petrópolis, Gramado, Lagoa Vermelha, Guaporé, Veranópolis, Farroupilha, Jaquirana, Flores da Cunha, Nova Prata, Garibaldi e São Marcos.
Há outros locais do estado onde a precipitação de neve também é ocasional, porém muito menos frequente, como é o caso das cidades localizadas nos planaltos do noroeste como Cerro Largo, Ijuí, Passo Fundo, Erechim, Cruz Alta, Soledade, Arvorezinha, Fontoura Xavier, entre outras, além das cidades das Serras de Sudeste, como Caçapava do Sul, Encruzilhada do Sul, Canguçu, Santana da Boa Vista, Pinheiro Machado, Santiago, Júlio de Castilhos,  Horizontina, Ilópolis, Itaara, Lavras do Sul, Antônio Prado, Fontoura Xavier, Ibiraiaras, Ibirubá, Ipê, Itapuca, Nova Pádua, Paraí, Sananduva. Historicamente, boa parte do território sul-riograndense já registrou alguma precipitação de neve, por menor que tenha sido a intensidade. Mesmo cidades com pouca altitude, como Porto Alegre (1879, 1910, 1984, 1994, 2000 e 2006), Pelotas, Jaguarão, Campo Bom, Novo Hamburgo, Santa Maria, Barra do Quaraí e Lajeado, entre outras localizadas a menos de 100 m do nível do mar, como São Francisco de Assis, na região Oeste, já presenciaram o fenômeno, com neve em forma de flocos, granular ou de aguaneve.[carece de fontes?]
Em setembro de 2006 foi registrada a maior ocorrência de neve no Rio Grande do Sul, em termos de abrangência, desde o ano 2000, tendo sido registrado o fenômeno em mais de 50 municípios entre os dias 3 e 5 de setembro de 2006, inclusive com a presença de neve em flocos e com acumulação nos bairros da zona sul de Novo Hamburgo em alguns bairros de Porto Alegre sem acumular, cidade onde a queda de neve em flocos havia sido registrada pela última vez em agosto de 1984, já que em 1994 e 2000 a capital do estado registrou a queda de neve granular.[carece de fontes?]
Em agosto de 2010 dezenas de cidades gaúchas registraram a ocorrência de neve em flocos e neve granular.[carece de fontes?] Em anos mais recentes, destaca-se a forte e abrangente nevada ocorrida em dezenas de municípios da escarpa de planalto (serra) e do planalto gaúcho (Campos de Cima da Serra), ocorrida entre a noite e madrugada dos dias 26 e 27 de agosto de 2013; a precipitação em algumas cidades, a exemplo de Caxias do Sul, começou por volta das 20 horas, ainda sob a forma de flocos de neve semi derretidos, passando a precipitar exclusivamente sob a forma de flocos de neve depois das 22 horas, assim continuando até por volta das 5 horas da madrugada, com apreciável acumulação entre 3cm e 10cm, que se fez presente mesmo no centro da cidade. Acumulados na ordem de 20/30 cm foram observados no interior da região, porém muito decorreram do efeito do vento (snowdrift). Esta nevada foi a mais intensa no estado desde o ano de 1994. Em Caxias do Sul houve registro de chuva congelada em junho de 2016, e de neve de fraquíssima intensidade misturada a chuva congelada em agosto de 2016 e em 17 de julho de 2017 (nesta mesma data, houve neve fraca em Gramado, Canela, São Francisco de Paula, Soledade e outros municípios do Estado, no dia anterior, neve Granular em Pinheiro Machado, no Sul do Estado).[carece de fontes?]

### Paraná
Neste estado, a região de Palmas, no extremo sul do Estado, a 1090 metros de altitude, é a região paranaense onde o fenômeno ocorre com maior frequência. Entretanto, precipitações com acúmulos no solo são raras. Em outros municípios paranaenses, o fenômeno ocorre com menor frequência, mas dificilmente ficam uma década inteira sem presenciá-lo, como Guarapuava, Cruz Machado, Inácio Martins, General Carneiro, União da Vitória, Clevelândia, Cascavel, Pato Branco, Irati, Francisco Beltrão,  São Mateus do Sul, Rio Negro, Pinhão, Paulo Frontin, Campo Largo, Candói, Mallet, Lapa e Araucária, Antônio Olinto, Apucarana, Cambira, Campo Magro, Cantagalo, Colombo, Fazenda Rio Grande, Jaguariaíva, Paula Freitas, Porto Vitória, São José dos Pinhais, Piraí do Sul, Goioxim, Ponta Grossa, Carambeí, Itaperuçu, São João do Triunfo, entre alguns outros municípios de altitude superior a 900 m localizados no sudoeste do Estado. Em outros municípios paranaenses, a neve também já foi registrada, embora com uma frequência bem mais rara, como Carambeí, Castro, Pitanga, Toledo, Campo Mourão (1975), Curitiba, onde oficialmente a precipitação de neve ocorreu em 1889, 1892, 1912, 1928 (dois dias), 1943, 1955, 1957, 1963, 1975, 1979, 1981 (neve granular em pontos isolados, relatados na mídia impressa local), 2013, e 2020, na cidade de Castro, entre outros, dentre os quais merece destaque, a cidade de Foz do Iguaçu, que, a pouco mais de 150m do nível do mar, registrou o fenômeno em 1975. Há relatos da ocorrência do fenômeno também no norte do Estado, em 1965, na Serra do Mulato e também em cidades como Arapongas e Maringá, ainda em 1955 e 1965 na zona rural do município de Ibaiti, norte pioneiro do estado do Paraná, cidade que fica a 850 metros de altitude.
No inicio da noite do dia 22 de julho de 2013 nevou no município de Guarapuava - local que apresentou maior quantidade de neve do estado - e precipitação e durou até o inicio do dia seguinte, acumulando neve nas ruas, árvores e telhados. Alguns outros municípios paranaenses também obtiveram precipitação dos flocos como Cruz Machado, Pinhão, União da Vitória, Lapa, São Mateus do Sul, Toledo, Palmas, Paula Freitas, Irati.[carece de fontes?]

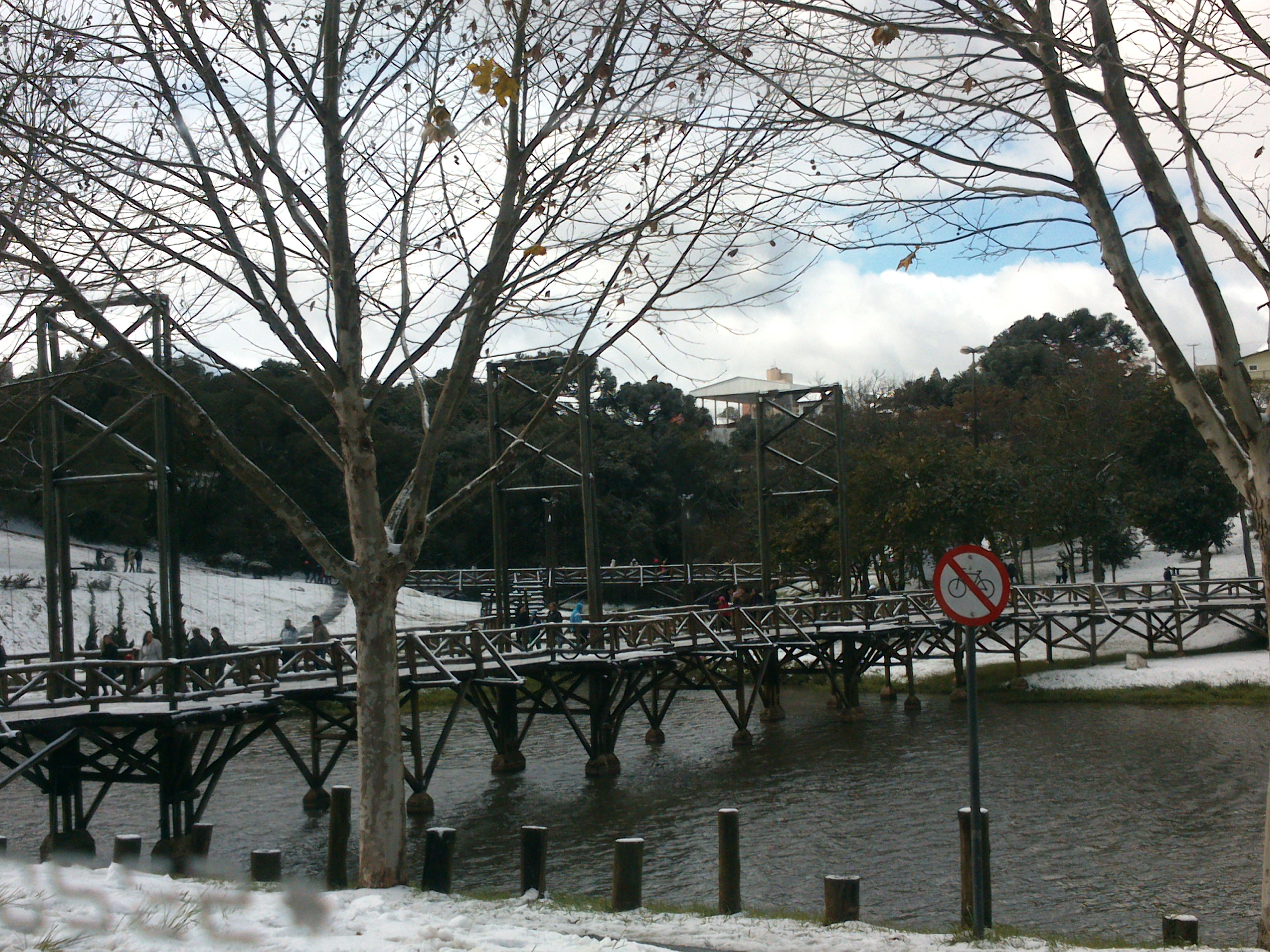
Neve no ano de 2013 em Guarapuava, no Paraná.

No dia 23 de julho de 2013 várias cidades do Paraná também registraram neve, dentre elas Ponta Grossa e Curitiba. O fenômeno natural voltou a ocorrer na capital paranaense após 38 anos sem ser registrado com intensidade (17 de julho de 1975, quando nevou por mais de 3 horas). A neve em Curitiba ocorreu nas primeiras horas da manhã, a partir das 8h, nevando com mais intensidade em bairros como o Campo Comprido, a Ecoville, o Umbará, o Xaxim e a Cidade Industrial, embora o fenômeno também tenha se registrado em forma menos intensa na região central da cidade, a exemplo da Avenida Batel. Apesar de a mídia ter divulgado amplamente que fazia 38 anos que a cidade não registrava o fenômeno, em 30 de maio de 1979 ocorreu neve fraca, bem como em 1981, quando chegou a ocorrer neve granular em pontos isolados, mas que também é neve. Na realidade, havia 38 anos que não se registrava em Curitiba neve com certa intensidade e na maioria das regiões da cidade. A data também é digna de nota por ter registrado uma das menores máximas da história da Capital paranaense, com apenas 5,2° C. Em 2010, Curitiba havia registrado máxima de 6,3 ºC, mas sem registro de neve, e em 17 de julho de 1975, a cidade havia registrado máxima de 8 ºC no início da madrugada anterior à nevada, e máxima de 3,8 ºC no período da tarde. No evento de 2013, destaca-se também a ocorrência com intensidade nos municípios de Jaguariaíva e Carambeí, a 24ºS de latitude, onde a neve caiu em flocos; na mesma ocasião, Maringá, município localizado a cerca de 450 metros de altitude e cruzado pelo Trópico de Capricórnio, registrou-se chuva congelada; ao todo, contabilizou-se 32 municípios no Paraná com a ocorrência de neve e/ou chuva congelada. Em 2010 e 2011, a cidade Palmas havia registrado neve fraca, e, em 2011, Ponta Grossa, Pitanga e Prudentópolis já haviam registrado neve granular.[carece de fontes?]
Em 18 de julho de 2017 o fenômeno voltou a ser registrado, com menor intensidade no Estado do Paraná, mais precisamente no Município de Palmas, ocorrendo também, chuva congelada em Cascavel Curitiba e outros municípios na metade sul do Estado.
É interessante o registro de nevoeiro congelado (sincelo) ocorrido no sudoeste do estado em 2003. Era possível até fazer bonecos de gelo.[carece de fontes?]

## Outras regiões
A Região Sudeste, por ser cortada pelo Trópico de Capricórnio e ter clima seco durante o inverno, apresenta ocorrência de neve muito rara e mais esparsa do que na Região Sul. Os demais estados, incluindo todo o Norte, Nordeste e grande parte do Centro-Oeste possuem climas tropicais ou semiáridos e baixas latitudes e altitudes, tornando a neve (virtualmente) impossível. Não houve relatos de neve mesmo no ponto mais alto do Brasil, o Pico da Neblina.[carece de fontes?]

### Região Sudeste

#### São Paulo
No estado de São Paulo, há relatos de ocorrência de neve na própria capital (25 de junho de 1918), na região metropolitana e em boa parte do estado. Algumas anotações meteorológicas parecem indicar que o fato ocorrido na capital paulista em 1918 foi uma sublimação de nevoeiro, juntamente com geada, causada pelo frio intenso da madrugada, e não neve em si. Essa onda de frio fez com que a temperatura caísse para até 12 graus negativos, ao relento, em regiões do planalto. Próximo à cidade de Cunha, foi possível atravessar um curso d´água sobre uma espessa camada de gelo e verdadeiras quedas de neve foram observadas em vários pontos do estado. Na Avenida Paulista, houve o congelamento da água exposta ao relento e em depósitos de pequena profundidade. O documento registra que várias cidades tiveram o abastecimento interrompido porque a água congelou nos encanamentos.[carece de fontes?]
Existem registros de neve em Campos do Jordão nos anos de 1928, 1942, 1947 e em 1966; no ano de 1975 em Apiaí e Guapiara; quase todo o sul do estado (com exceção do Vale do Ribeira) em 1928 e 1975. Outros relatos também nos mostram neve em anos anteriores no estado de São Paulo, nas cidades de Botucatu, São Manuel, Itaí, Sorocaba, Itapetininga, Jundiaí e Vargem Grande Paulista (cidade mais fria da RMSP) em 1879.

#### Minas Gerais

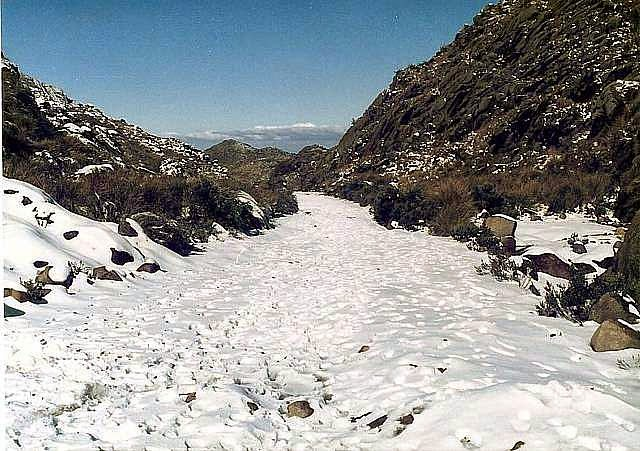
Neve no Parque Nacional de Itatiaia em 18 de junho de 1985.

O estado de Minas Gerais possui um clima muito seco durante o inverno, possuindo fortes geadas nas regiões central, oeste e sul. Além dos registros de geada nos municípios mais elevados, houve ocorrência de neve no Parque Nacional de Itatiaia, na divisa com o estado do Rio de Janeiro, em 1985, 1988, e 2012. Há também registros não oficiais de neve em Monte Verde em 1979 e agosto de 1999. No Diário Oficial da União de 10 de junho de 1893, no entanto, consta um relato de queda de neve em Ouro Preto em 19 de junho de 1843.

#### Rio de Janeiro
No Rio de Janeiro, em Itatiaia (Parque Nacional de Itatiaia), na divisa com o estado de Minas Gerais, em 1985, 1988 e 2012, além de outros possíveis registros em 1928, 1970, 1973, 1975, 1991, 1994, 1999, 2001, 2004 e 2006 .

#### Espírito Santo
No Espírito Santo, apesar de relatos dos funcionários mais antigos do Parque Nacional do Caparaó (localizado na divisa entre os estados do Espírito Santo e Minas Gerais) indicando ocorrência de neve, não há nenhuma comprovação por órgãos de meteorologia da ocorrência do fenômeno.

### Centro-Oeste

#### Mato Grosso do Sul
Mato Grosso do Sul é o único estado desta região com registro recente de neve. Em 23 de julho de 2013, nevou fraco e por alguns minutos em Paranhos, cidade situada na pequena faixa do extremo sul do Estado, a 23° 53" de latitude Sul, abaixo do Trópico de Capricórnio. Neste município, o último registro de neve anterior ocorreu em 1975.

#### Goiás e Distrito Federal
De acordo com o relato de viagem denominado "Jornada que fez Luiz da Cunha Meneses da Cidade de Bahia... para Vila Boa Capital de Goyaz", de Cunha de Menezes, de 10 de outubro de 1778, relata que havia registro de neve nos meses de junho na Contagem de São João das Três Barras, atualmente em Sobradinho, Distrito Federal, e Mestre d'Armas, atual Planaltina, Distrito Federal, porém na época, ambos parte da Capitania de Goiás. Dada a latitude tropical, é mais provável que tenha se tratado de um evento de granizo, como outros registrados em anos mais recentes.